# Infinity Repeating (2013 Demo)
Infinity Repeating (2013 Demo) è un brano musicale scritto, prodotto ed eseguito dal duo di musica elettronica francese Daft Punk e dal musicista statunitense Julian Casablancas, insieme al suo gruppo The Voidz. Il brano è la quarta traccia del CD bonus presente nell'edizione 10º anniversario di Random Access Memories, pubblicata il 12 maggio 2023.

## Produzione
Nel 2010 i Daft Punk incontrano per la prima volta Julian Casablancas in occasione della lavorazione della colonna sonora del film Tron: Legacy tramite un comune amico, il regista Warren Fu. Durante la lavorazione, avvenuta tra il 2008 e il 2012, dell'album Random Access Memories Casablancas ha ascoltato il brano strumentale di Infinity Repeating e ha proposto al duo di musicisti francesi Thomas Bangalter e Guy-Manuel de Homem-Christo di scrivere il testo, Casablancas ha registrato la voce sperando che poi l'avrebbe cantata Stevie Wonder, ma il singolo non è stato incluso nell'album del 2013.
(Julian Casablancas, EarOne)
Come parte della promozione dell'album Random Access Memories (10th Anniversary Edition) i Daft Punk hanno pubblicato sul loro canale YouTube una serie di video denominata Memory Tapes in cui i collaboratori dell'album hanno parlato della realizzazione dei loro brani. In uno di quei video Julian Casablancas ha esposto la sua opinione sul brano Instant Crush e sullo scioglimento definitivo dei Daft Punk.

## Video musicale
Per la realizzazione del video musicale i Daft Punk hanno contattato l'amico e collaboratore di lunga data il regista Warren Fu, in precedenza ha diretto i video: Derezzed, Lose Yourself to Dance, Instant Crush, Get Lucky, I Feel It Coming.
Il video Infinity Repeating (2013 Demo) è stato prodotto da Partizan Studio in associazione con Daft Life Limited (compagnia dei Daft Punk), la lavorazione del video ha coinvolto tre studi di animazione Picnic Studios, H5 Studio e Light Studios. Il video è stato presentato in anteprima l'11 maggio 2023 al Centre Pompidou. Il 23 ottobre 2023 il video ha ricevuto il premio Best Animation in a Video all'UK Music Video Award l'evento annuale celebra la creatività, l'eccellenza tecnica e l'innovazione nei video musicali e nelle immagini in movimento per la musica. Inoltre il video Infinity Repeating (2013 Demo) è in competizione al concorso di video musicali South by Southwest 2024.